# René Lobner

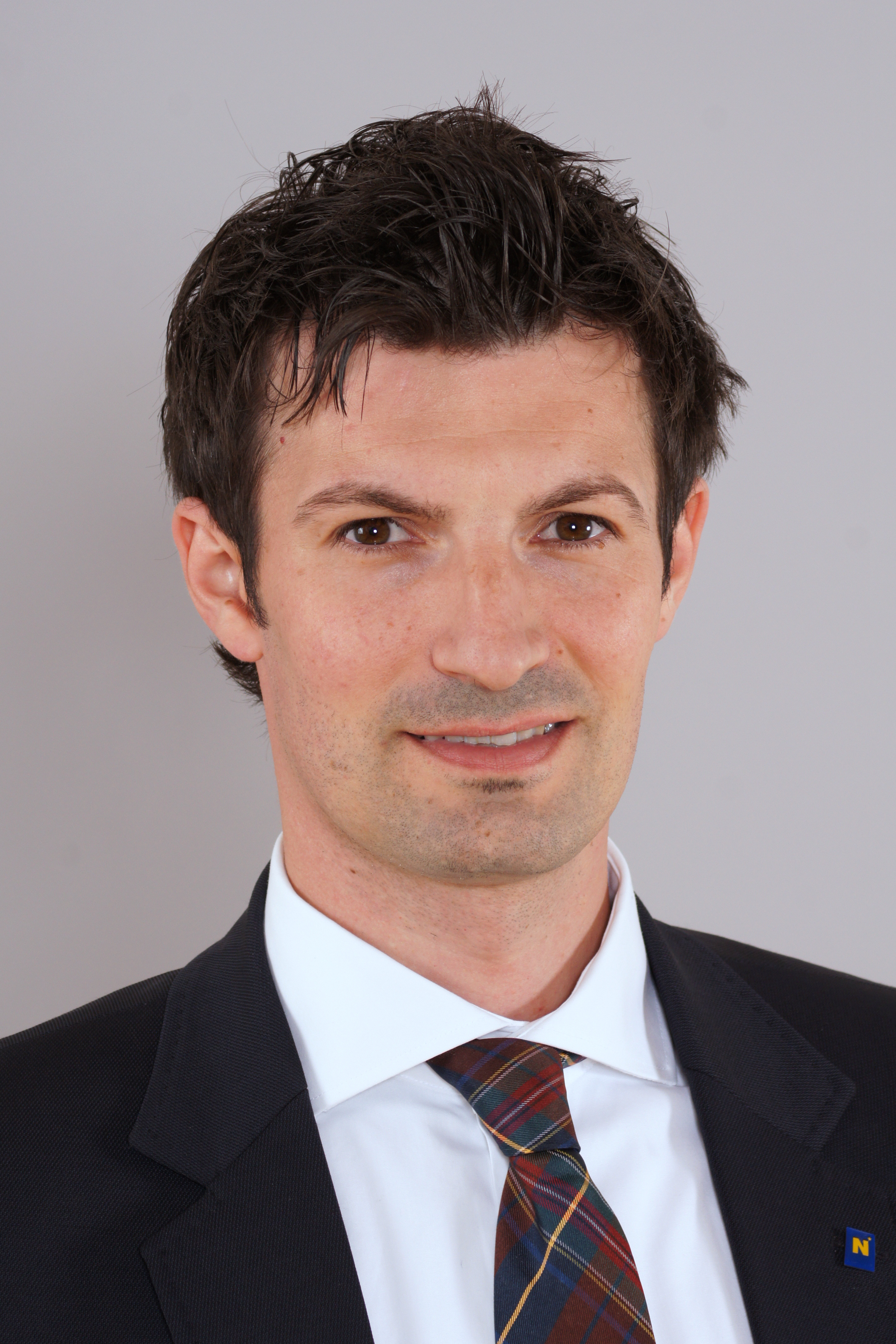
René Lobner (2013)

René Lobner (* 25. Jänner 1978 in Wien) ist ein österreichischer Politiker (ÖVP). Er ist seit 2011 Abgeordneter zum Landtag von Niederösterreich und seit 2015 Bürgermeister von Gänserndorf.

## Leben
Lobner besuchte das Gymnasium in Gänserndorf und legte 1996 die Matura ab. Er war beruflich als Eventmanager und Gastronom tätig, ist verheiratet und Vater von zwei Töchtern.
Seine politische Karriere begann Lobner als Gemeinderat von Gänserndorf, 2005 wurde er zum Stadtrat von Gänserndorf gewählt, im Jahr 2011 übernahm er zudem die innerparteiliche Funktion des Gemeindeparteiobmanns der Bezirkshauptstadt. Er war bis 2013 Obmann der Jungen Volkspartei Gänserndorf und Stadtrat für Umwelt & Abfallwirtschaft sowie Stadtparteiobmann der ÖVP in Gänserndorf. Seit 2010 ist er zudem ÖAAB-Teilbezirksobmann Gänserndorf. Am 19. Mai 2011 rückte Lobner für Herbert Nowohradsky als Abgeordneter in den Landtag nach, wobei Nowohradsky als sein politischer Ziehvater gilt. Im Zuge der Landtagswahl in Niederösterreich 2013 positionierte der Bauernbund den Bürgermeister von Deutsch-Wagram Friedrich Quirgst als innerparteilichen Konkurrenten für Lobner, Lobner konnte sich jedoch bei der Wahl mit 5.999 Stimmen im innerparteilichen Rennen um das Grundmandat im Bezirk Gänserndorf klar gegen Quirgst durchsetzen, der nur 2.968 Stimmen erhielt. Seit der Gemeinderatswahl 2015 ist er zudem Bürgermeister von Gänserndorf.
Bei der Landtagswahl 2023 trat er als ÖVP-Spitzenkandidat im Landtagswahlkreis Gänserndorf an.